# Camptolepis ramiflora
Espèce
Synonymes
- Deinbollia ramiflora Taub.[1]
- Haplocoelum jubense Chiov.[1]
- Hypseloderma jubense (Chiov.) Radlk.[1]

Statut de conservation UICN

 VU B1+2c : Vulnérable
Camptolepis ramiflora est une espèce de plantes de la famille des Sapindaceae.

## Publication originale
- Die Natürlichen Pflanzenfamilien 3: 207. 1907.